# Grotte de San Teodoro
La grotte de San Teodoro est un site archéologique près d'Acquedolci (Messine), à deux kilomètres de la côte.

## Description
Les squelettes de sept adultes sapiens sapiens ont été mis au jour entre 1937 et 1942 dans des couches épigravettiennes. Datées d’environ 14 000 ans, il s'agit des seules sépultures paléolithiques trouvées sur l'île et de la plus ancienne trace d'une population constante sur l'île
Quatre squelettes étaient apparemment regroupés dans un ensemble recouvert d’une couche d’ocre de 5 cm d’épaisseur, gisant allongés sur le côté gauche ou sur le dos, dans une fosse. L'un deux semble avoir été orné d'une parure de douze canines de cerf percées. Un autre présentait à ses côtés un bois de cerf, un galet et quelques cailloux. Le squelette de l'une des femmes, baptisée Thea par les archéologues, est conservé au musée G. Gemmellaro de Palerme.
Un cinquième squelette apparaît un peu plus récent ; deux crânes ont également été découverts.
Ces trois femmes et quatre hommes possèdent un crâne dolichomorphes, c'est-à-dire longs, étroits et hauts, avec des mâchoires robustes. L'usure des incisives suggère que les dents étaient utilisées pour des activités autres que l'alimentation. La taille moyenne de ces individus est d'environ 1,64 mètre.